# قيصوم
القَيصوم أو القيصومة أو الأخِيليا أو الأخِلِّية أو الأخيلِّيَّة أو أكيليا أو بعيثران أو حزمبل هو جنس من النباتات العشبية (نادراً شجيرات) من الفصيلة النجمية يشمل نحو 100 نوع، منها القيصوم ألفي الأواراق (الحزنبل) الذي له استخدامات طبية.
أصل أغلب الأنواع من أوروبا والمناطق المعتدلة من آسيا، وبضعة أنواع من أمريكا الشمالية.
نبات القيصوم نبات معمر متعدد الأشكال رائحته عطرية وطعمه مر، يتصف بساق منتصب وأزهار بيضاء صغيرة وكثيرة العدد، وهي الجزء المستخدم للحصول على الزيت الذي يحتوي فلافونيدات وألكينات يستخدم مضاد تشنج ومدر للصفراء .

## تركيب الزيت العطري
يحوي الزيت العطري لنبات القيصوم على مركب سابينين في تركيبته.

## من أنواعهالواطنةفيالوطن العربي
- القيصوم الألفي الأوراق أو الحزنبل (باللاتينية: Achillea millefolium) في بلاد الشام وأوروبا
- القيصوم البحري (باللاتينية: Achillea maritima) في بلاد الشام ومصر والمغرب العربي وحوض البحر الأبيض المتوسط
- القيصوم البعيد (باللاتينية: Achillea distans) في بلاد الشام
- القيصوم الحلبي (باللاتينية: Achillea aleppica) في بلاد الشام
- القيصوم العربي (باللاتينية: Achillea arabica) في بلاد الشام
- القيصوم العطري (باللاتينية: Achillea fragrantissima) في بلاد الشام ومصر
- القيصوم الغشائي (باللاتينية: Achillea membranacea) في بلاد الشام وتركيا
- القيصوم الفواح (باللاتينية: Achillea santolinoides) في بلاد الشام ومصر والمغرب العربي وإسبانيا وتركيا وجنوب القوقاز
- القيصوم المنجلي (باللاتينية: Achillea falcata) في بلاد الشام
- القيصوم قليل الرؤوس (باللاتينية: Achillea oligocephala) في بلاد الشام وتركيا
- قيصوم كوتشي (باللاتينية: Achillea kotschyi) في بلاد الشام
- القيصوم المرصوص (باللاتينية: Achillea conferta) في بلاد الشام
- القيصوم المنجلي (باللاتينية: Achillea falcata) في بلاد الشام

## من أنواعه غير الموجودة في الوطن العربي
- القيصوم الأخضر (باللاتينية: Achillea virescens)
- القيصوم الأسود (باللاتينية: Achillea atrata)
- قيصوم بواسييه (باللاتينية: Achillea boissieri)
- القيصوم الحلو (باللاتينية: Achillea ageratum)
- القيصوم السيبيري (باللاتينية: Achillea sibirica)
- القيصوم الصوفي (باللاتينية: Achillea tomentosa)
- القيصوم الكبير الأوراق (باللاتينية: Achillea macrophylla)
- القيصوم المدبب (باللاتينية: Achillea acuminate)
- القيصوم المصري (باللاتينية: Achillea aegyptiaca)
- القيصوم المقدس (باللاتينية: Achillea santolina)
- القيصوم النبيل (باللاتينية: Achillea nobilis)
- القيصوم السرخسي (باللاتينية: Achillea filipendulina)

سمّيت على اسم آخيل، بطل الأساطير الإغريقية، حيث ورد عنه أنه كان وجنوده يعالجون جراحهم بالحزنبل.

## معرض صور

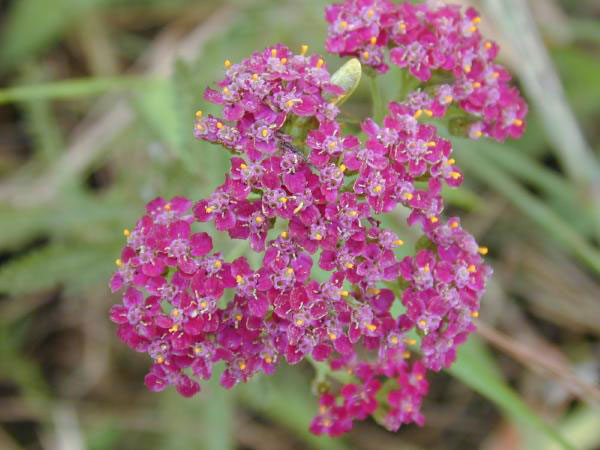
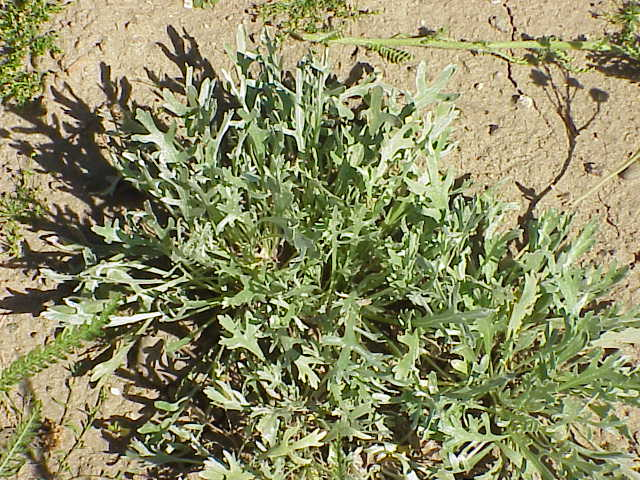
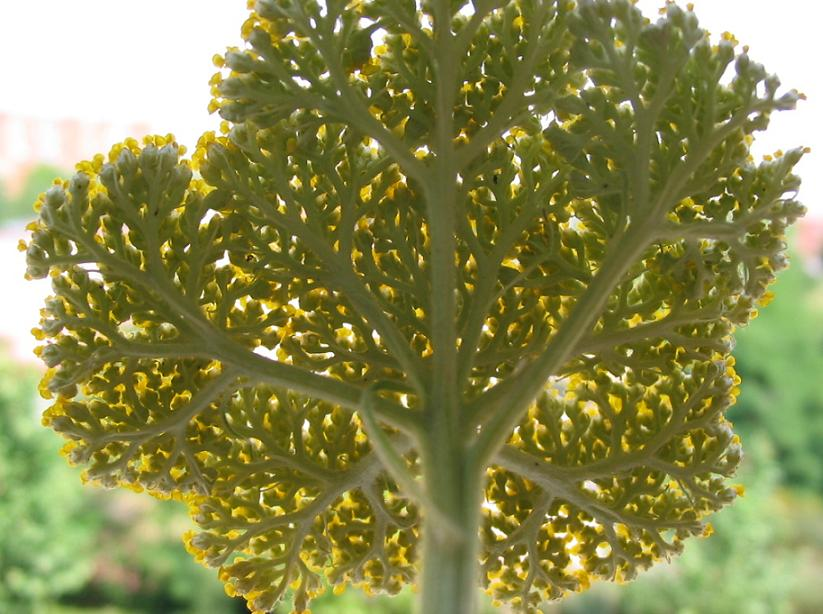
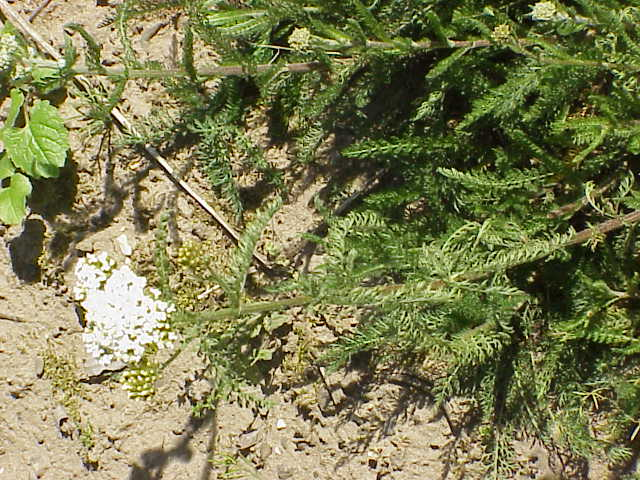
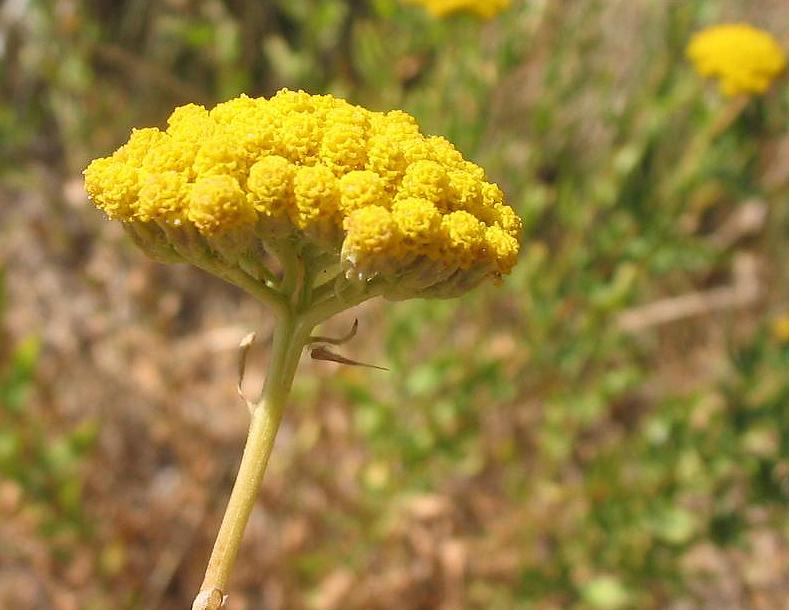
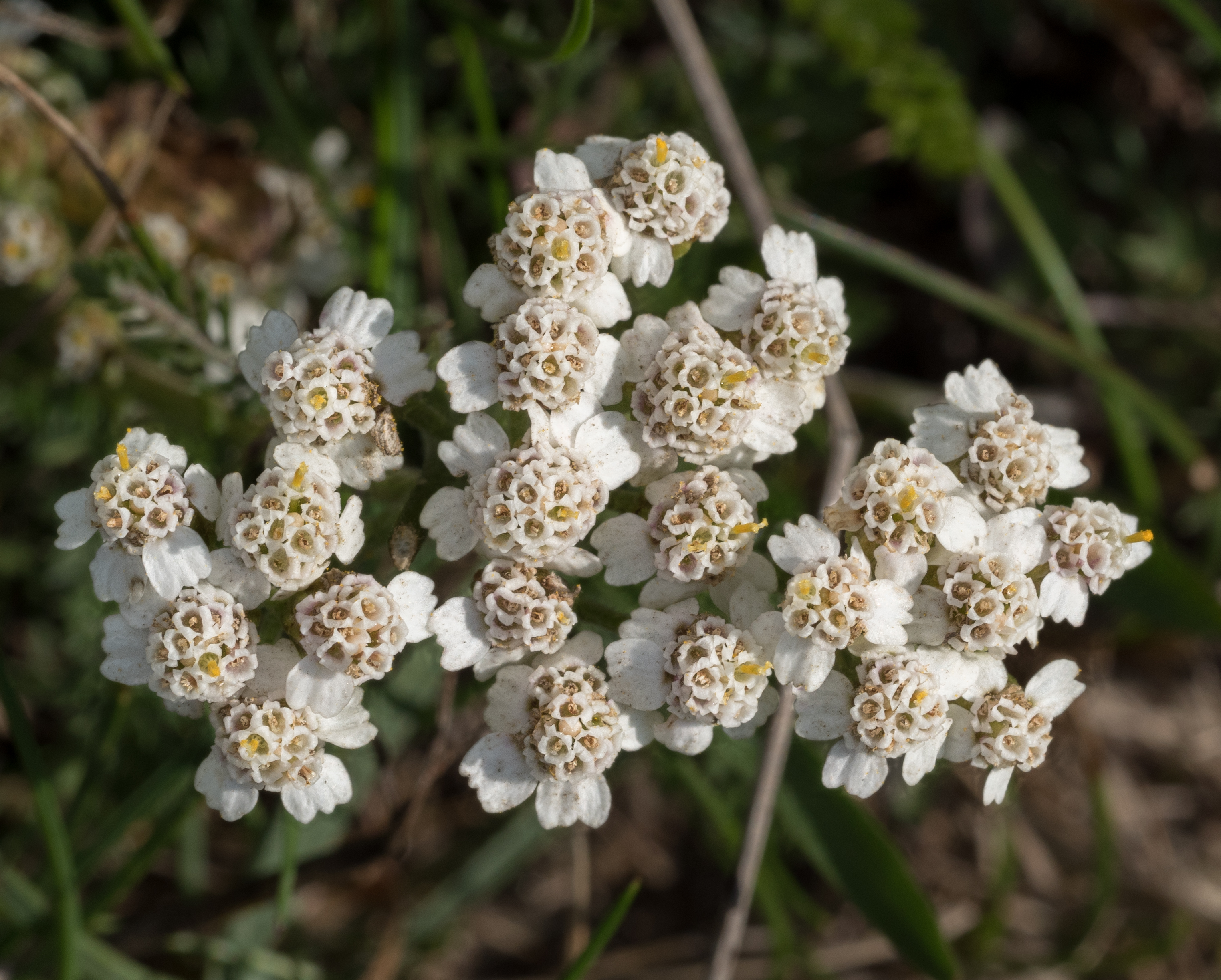